# 一谷真由美
一谷 真由美（いちたに まゆみ、1965年1月15日 - ）は、日本の女優、ナレーター、キャリアカウンセラー。神奈川県出身。身長165cm。日本芸術専門学校講師。
1990年、文学座付属演劇研究所入所後、翌年に卒業し、同年に「演劇集団 円」の円・演劇研究所研修科入所。本科を経て「演劇集団 円」の所属となる。
早稲田大学理工学部応用化学科卒。大手化学・日用品メーカーに入社し、商品開発部、広報部に配属。
「演劇集団 円」に加入後、文化庁在外研究員としてニューヨーク、ロンドンへの演劇留学も経験。
俳優業の他、人材育成コンサルティング会社において、フリー講師として各種の研修にも登壇。日本キャリア開発協会のキャリアカウンセラー資格を持つ。

## 出演

### テレビドラマ
- ナースマンがゆく
- 寿司、食いねェ!
- 御家人斬九郎
- はるちゃん5
- 幸せ咲いた
- 土曜ワイド劇場（テレビ朝日） 
  - 終着駅シリーズ
    - 15「砂漠の駅・死体すりかえ殺人事件 殺した男の死体が女の死体になっていた!」（2003年2月8日）- バー「止り木」ママ･織田姫路子
    - 17「霧笛の余韻・小樽不倫の旅 死の匂いのする女」（2004年10月2日）- 女将

  - 100の資格を持つ女〜ふたりのバツイチ殺人捜査〜3「風薫る水郷・老舗の醤油蔵に呪いの連続殺人!!美人妻を追い詰める不倫夫と鬼姑の愛憎　完全すぎるアリバイの謎!」 （2010年3月20日）- スナックのママ
- 研修医なな子
- その男、副署長 第1シリーズ（2007年） - 高井典子校長 役
- 悪女たちのメス - 伊波りえ子
- 松本清張スペシャル・一年半待て
- 警視庁継続捜査班 - 塚本あかね
- マイダイアリー 第8話（2024年12月15日、朝日放送テレビ・テレビ朝日系）[3]

### 舞台
- 花粉熱
- ローリングストーン
- 遠い日々の人
- から騒ぎ
- ロミオとジュリエット（2023年）モンタギュー夫人 役[4]
- L.G.が目覚めた夜（2024年）[5]

### テレビアニメ
- キノの旅 -the Beautiful World-（2003年、若い日のおばあさん）